# Un cuento de bailarinas
A Ballerina's Tale (Un cuento de bailarinas), es una película documental del año 2015, la cual se estrenó con una proyección el 19 de abril de 2015 en el  Tribeca Film Festival. Copeland es la protagonista de la película.  

## Historia
El 20 de septiembre de 2013,  Nelson George anunció una campaña de Kickstarter de $40,000 para financiar la producción de una película documental sobre la vida de Misty Copeland. Esta campaña logró recaudar 657 patrocinadores. La película es una de las muchas formas de publicidad en los medios rodeando a Copeland, quien se ha convertido en una bailarina innovadora con el American Ballet Theatre. La premier mundial de la película, en el Tribeca Film Festival 2015, fue acompañada por una función de ballet. >Después de la premier Copeland, quien es la narradora de la película, dio un discurso.

## Trama
La película sigue la vida diaria de Copeland, con énfasis en su papel como una de las primeras solistas afroamericanas en presentarse, lo que Mekado Murphy del The New York Times describe como el proceso de un bailarín. La película comienza con metraje archivado de una joven Copeland en un pequeño estudio de ballet y se centra en su impacto cultural y ascensión profesional, sin hurgar en su historia personal.

## Comentario crítico
A la película no se le considera reveladora de acuerdo con Regina Mogilevskaya de Louise Blouin Media, pero la presentación de Copeland como intérprete es lo que hace memorable al largometraje